# 豊川市立平尾小学校
豊川市立平尾小学校（とよかわしりつ ひらおしょうがっこう）は、愛知県豊川市平尾町上貝津にある公立小学校。

## 概要
平尾小学校は豊川市の北部にあり、至近に豊川市立平尾保育園がある。校区は、名鉄名古屋本線・豊川線の国府駅がある国府地区に比較的至近な距離に位置しており、豊川市西部区画整理地区の宅地化により10年ほど前から児童数が増加している。校区の北東部の財賀町には、知恵文殊として有名な財賀寺がある。
児童数は253名、学級数は12（2013年度）。

## 教育目標
- よく考える子：自ら考え、発表し、探究していく子
- やさしい心の子：共に遊び、共に学び、共に活動しあう子
- つよいからだの子：心身共に健康な体づくりを積極的に行う子

## 交通アクセス
- 名鉄豊川線 諏訪町駅より豊川市コミュニティバスゆうあいの里小坂井線「ゆうあいの里」下車、徒歩約10分
- 名鉄名古屋本線・豊川線 国府駅より徒歩約30分